# Pieter van Ruijven

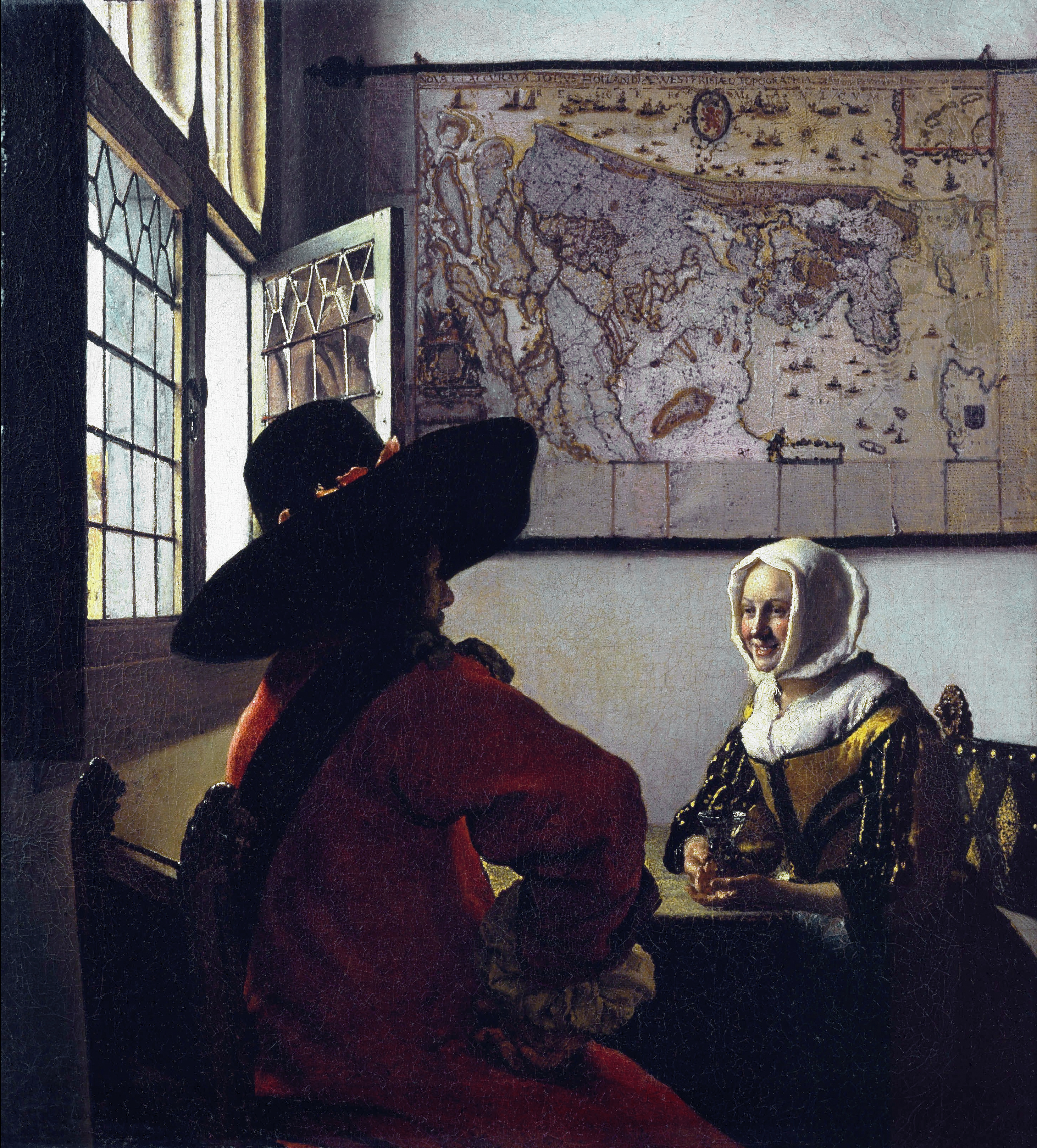
Officer och leende ung kvinna en av de målningar av Johannes Vermeer, som Pieter van Ruijven med säkerhet ägde

Pieter Claesz. van Ruijven, född 7 augusti 1624 i Delft, död 7 augusti 1674 i Delft, är känd som mecenat till Johannes Vermeer.
Pieter van Ruijven var verksam i Delfts Kamer van Charitate (välgörenhetsstyrelse), men det är inte känt om han utövade något yrkesarbete. Hans farfar var ägare till ett bryggeri och även fadern var bryggare. Han gifte sig 1653 med Maria de Knuijt och fick med henne dottern Magdalena (1655–1682). Magdalena van Ruijven gifte sig 1680 med bokbindaren Jacob Dissius, som var son till Delftboktryckaren Abraham Dissius.
Pieter van Ruijvens mecenatskap för Johannes Vermeer anses ha inletts 1657, när han lånade ut 200 gulden till Vermeer. Därefter blev han förste köpare av uppemot 20 verk av Vermeer.
Efter hans död 1674 ärvdes hans egendom av Maria de Knuijt och efter hennes död 1681 gick arvet till det enda barnet Magdalena van Ruijven. Dottern var barnlös, varför huvuddelen av hennes förmögenhet, inklusive 20 målningar av Vermeer gick till hennes make Jacob Dissius. År 1683 delades förmögenheten mellan Jacob Dissius och dennes far Abraham Dissius. Förutom målningar av Vermeer, ingick i samlingen bland andra tre målningar av Emanuel de Witte, fyra av Simon de Vlieger och en av Jan Porcellis.
Abraham Dissius dog 1694 och hans son Jacob ett år senare. Den 16 maj 1696 ägde sedan den mest omfattande försäljningen någonsin av Vermeer-målningar rum, i en auktion efter Jacob Dissius i Amsterdam. Sammanlagt såldes 21 målningar. Auktionen av dessa inbringade sammanlagt 1.503 gulden, det vill säga drygt 70 gulden i genomsnitt per målning.